# Shijian 8
Shijian 8 (chinesisch 實踐八號 / 实践八号, Pinyin Shíjiàn Bā Hào, deutsch: „Übung 8“) war ein Forschungssatellit der Chinesischen Akademie für Agrarwissenschaften (中国农业科学院), einer Einrichtung des damaligen Landwirtschaftsministeriums (农业部, seit 2018 „Ministerium für Landwirtschaft und ländliche Räume“ bzw. 农业农村部). Er diente für weltraumbiologische Experimente und der Züchtung von Samen für Nutzpflanzen. Die Mission wurde vom Satellitenkontrollzentrum Xi’an gesteuert.

## Aufbau
Der von der  Chinesischen Akademie für Weltraumtechnologie entwickelte Raumflugkörper ähnelte äußerlich den Rückkehrsatelliten vom Typ FSW-2. Wie diese benötigte er keine Nutzlastverkleidung und wurde nicht über Solarmodule, sondern über Batterien mit Strom versorgt. Die Volksbefreiungsarmee hatte nach der Mission FSW-3 3 (August/September 2005) die Aufklärung mit in Rückkehrsatelliten installierten Filmkameras eingestellt – eine bessere Datenübertragungstechnik machte diese Technologie obsolet – und Shijian 8 war nun nach dem Orbitalflug zweier Mäuse im Oktober 1990 der zweite Rückkehrsatellit für zivile Zwecke. Shijian 8 war etwas größer als die 4,64 m langen Aufklärungssatelliten und bestand aus drei Komponenten: Antriebsmodul, Orbitalmodul und Rückkehrkapsel.
Der Satellit war 5,14 m lang, hatte am Antriebsmodul einen maximalen Durchmesser von 2,20 m und besaß ein Startgewicht von rund 3 t.
Das auf dem 1,5 m langen, zylindrischen Antriebsmodul aufgesetzte, konusförmige Orbitalmodul war 2 m lang. Darin befand sich eine 500 kg schwere, vom Shanghaier Institut für technische Physik der Chinesischen Akademie der Wissenschaften hergestellte Laboreinheit für Experimente in der Schwerelosigkeit. Die Laboreinheit bestand aus zwei biowissenschaftlichen Versuchsaufbauten:
- Versuchskammer für Zellzucht, zur Erforschung des Einflusses der Weltraumumgebung auf die Entwicklung von frühen, vierzelligen Mäuseembryonen[9][10]
- Versuchskammer für Pflanzenzucht, zur Erforschung von Keimung und Wachstum höherer Pflanzenarten (in diesem Fall Pak Choi)[11] in einem geschlossenen Ökosystem im Weltall

Die Versuchskammer für Pflanzenzucht war mit zwei hochauflösenden CCD-Kameras ausgestattet, die vollautomatisch alle zwei Stunden jeweils eine Aufnahme von den Kohlpflanzen machten und so ein Zeitraffer-Video erzeugten. Auch die Versuchskammer für Zellzucht verfügte über eine an ein Mikroskop montierte Kamera zur Beobachtung der Embryonen. Die Experimente selbst liefen nicht automatisch ab, sondern wurden vom Boden aus manuell und in Echtzeit gesteuert. Beim Institut für technische Physik betrachtete man die Versuchskammern als Technologieerprobung für ein Raumlabor wie es seit 1992 für die zweite Phase des bemannten Raumfahrtprogramms der Volksrepublik China vorgesehen war.
In der Rückkehrkapsel am oberen Ende des Satelliten befanden sich Samen von 133 Pflanzenarten aus Kategorien wie Obst, Gemüse, Getreide oder Futterpflanzen, dazu noch Pilzsporen und 16 Arten von Mikroorganismen. Das Gesamtgewicht der Ladung betrug 215 kg. Während des fünfzehntägigen Aufenthalts im All waren die Samen ständig der kosmischen Strahlung ausgesetzt, und man erhoffte sich, dass dadurch nützliche Mutationen entstehen würden.
Um eine Schädigung der biologischen Proben zu vermeiden, hatten die Konstrukteure sichergestellt, dass die Temperatur in Orbitalmodul und Rückkehrkapsel während der gesamten Mission zwischen 15 und 26 °C blieb. Die Samen in der Rückkehrkapsel waren in Paketen aus einem Material verpackt, das zwar luftdurchlässig, aber nicht wasserdurchlässig war. Damit wollte man vermeiden, dass sie feucht würden, falls die Rückkehrkapsel beim Wiedereintritt in die Erdatmosphäre von der Bahn abkommen und im Wasser landen würde.

## Missionsablauf
Shijian 8 startete am 9. September 2006 um 07:00 Uhr UTC mit einer Trägerrakete vom Typ Langer Marsch 2C vom Kosmodrom Jiuquan. Acht Stunden später zeigte die Telemetrie, dass die beiden Versuchskammern im Orbitalmodul einwandfrei funktionierten. Am 9. September 2006 um 22:00 Uhr UTC wurden die ersten beiden Bilder aus der Versuchskammer für Pflanzenzucht empfangen. Dieses Experiment wurde von Zheng Huiqiong (郑慧琼) vom Institut für Pflanzenphysiologie und -ökologie der Chinesischen Akademie der Wissenschaften in Shanghai betreut. Parallel zu den Kohlsamen im Satelliten hatten die Wissenschaftler in Shanghai Samen der gleichen Art in regulären Blumentöpfen gesät, außerdem in einem 3D-Klinostaten, in dem die normale Erdbeschleunigung von 1 g herrschte, allerdings aus ständig wechselnden Richtungen. Man konnte bald sehen, dass die Höhe der Pflanzen und die Anzahl der Blätter in der Schwerelosigkeit deutlich reduziert waren. Bei der Anordnung und Form der Blätter konnte jedoch auf den Kamerabildern kein Unterschied zu den Vergleichspflanzen auf der Erde festgestellt werden. Auch bei der Blütenbildung der Pflanzen gab es Unterschiede. Während dies bei den ruhig stehenden Vergleichspflanzen auf der Erde 5 Stunden dauerte, dauerte derselbe Vorgang im Weltall 18 Stunden. Bei den Vergleichspflanzen im Klinostat behinderte die wechselnde Beschleunigungsrichtung ebenfalls Entfaltung und Wachstum der Blütenblätter sowie die Produktion von Blütenstaub, der außerdem eine andere Zellstruktur hatte.
Die Rückkehrkapsel mit den Samen landete 155 Stunden und 43 Minuten nach dem Start am 24. September 2006 um 02:43 Uhr UTC in der dafür vorgesehenen Landezone auf dem Gebiet der bezirksfreien Stadt Suining, Provinz Sichuan.
Das Orbitalmodul arbeitete noch drei weitere Tage im All, bis die Batterien erschöpft waren und es vom Antriebsmodul in die Atmosphäre gesteuert wurde, wo es verglühte. Die Blütenblätter der Kohlpflanzen im All konnten sich in den insgesamt 18 Tagen jedoch – ebenso wenig wie diejenigen im Klinostat – nicht voll entfalten, bevor sie verwelkten.
Auch das von Duan Enkui (段恩奎, * 1956) vom Institut für Zoologie der Chinesischen Akademie der Wissenschaften (中国科学院动物研究所) betreute Embryonenexperiment gelang nicht. Bei den vierzelligen Mäuseembryonen fand im Weltall keine weitere Zellteilung, das heißt kein Wachstum statt.